# Ghost (japán együttes)
A Ghost japán experimental, pszichedelikus, folk, acid rock zenekar volt 1984-től 2014-ig.

## Története
Bató Maszaki alapította Tokióban. Bató Kiotóban nőtt fel és egy helyi iskolában tanult. Ebben az időben elkezdett érdeklődni az amerikai, brit és japán rock zene iránt. Ekkor alapította meg a Ghost nevű zenekarát, amely hullámzó felállással rendelkezett. Első nagylemezük 1990-ben jelent meg, az amerikai Drag City kiadó gondozásában. A többi lemezüket is a Drag City jelentette meg. A zenekar 2014-ben lezárta harminc éves pályafutását.

## Tagok
- Bató Maszaki (馬頭將噐) - ének, akusztikus gitár
- Ogino Kazuo (荻野和夫) - zongora, elektronika
- Kurihara Micsio (栗原道夫) - elektromos gitár
- Tateiva Dzsunzó (立岩潤三) - dob, ütős hangszerek
- Morija Takujuki (守屋拓之) - basszusgitár
- Takizava Taisi (瀧澤大志) - teremin, szaxofon, furulya

## Diszkográfia
- Ghost (1990)
- Second Time Around (1992)
- Temple Stone (1994)
- Lama Rabi Rabi (1996)
- Snuffbox Immanence (1999)
- Tune In, Turn On, Free Tibet (1999)
- Hypnotic Underworld (2004)
- Metamorphosis: Ghost Chronicles 1984-2004 (válogatáslemez, 2005)
- In Stormy Nights (2007)
- Overture: Live in Nippon Yusen Soko 2006 (koncertalbum, 2007)